# Saint-Christophe-des-Bois
Saint-Christophe-des-Bois település Franciaországban, Ille-et-Vilaine megyében. Lakosainak száma 562 fő (2022. január 1.). Saint-Christophe-des-Bois Châtillon-en-Vendelais, Balazé, Mecé, Montreuil-des-Landes, Taillis és Val-d’Izé községekkel határos.

## Népesség
A település népessége az elmúlt években az alábbi módon változott:
| Lakosok száma | 473  | 420  | 467  | 498  | 577  | 599  | 574  | 563  | 560  | 562  |
|               | 1968 | 1982 | 1990 | 2006 | 2013 | 2015 | 2017 | 2019 | 2020 | 2022 |